# Mermessus entomologicus
Mermessus entomologicus là một loài nhện trong họ Linyphiidae.
Loài này thuộc chi Mermessus. Mermessus entomologicus được James Henry Emerton miêu tả năm 1911.